# 蒙古奶茶

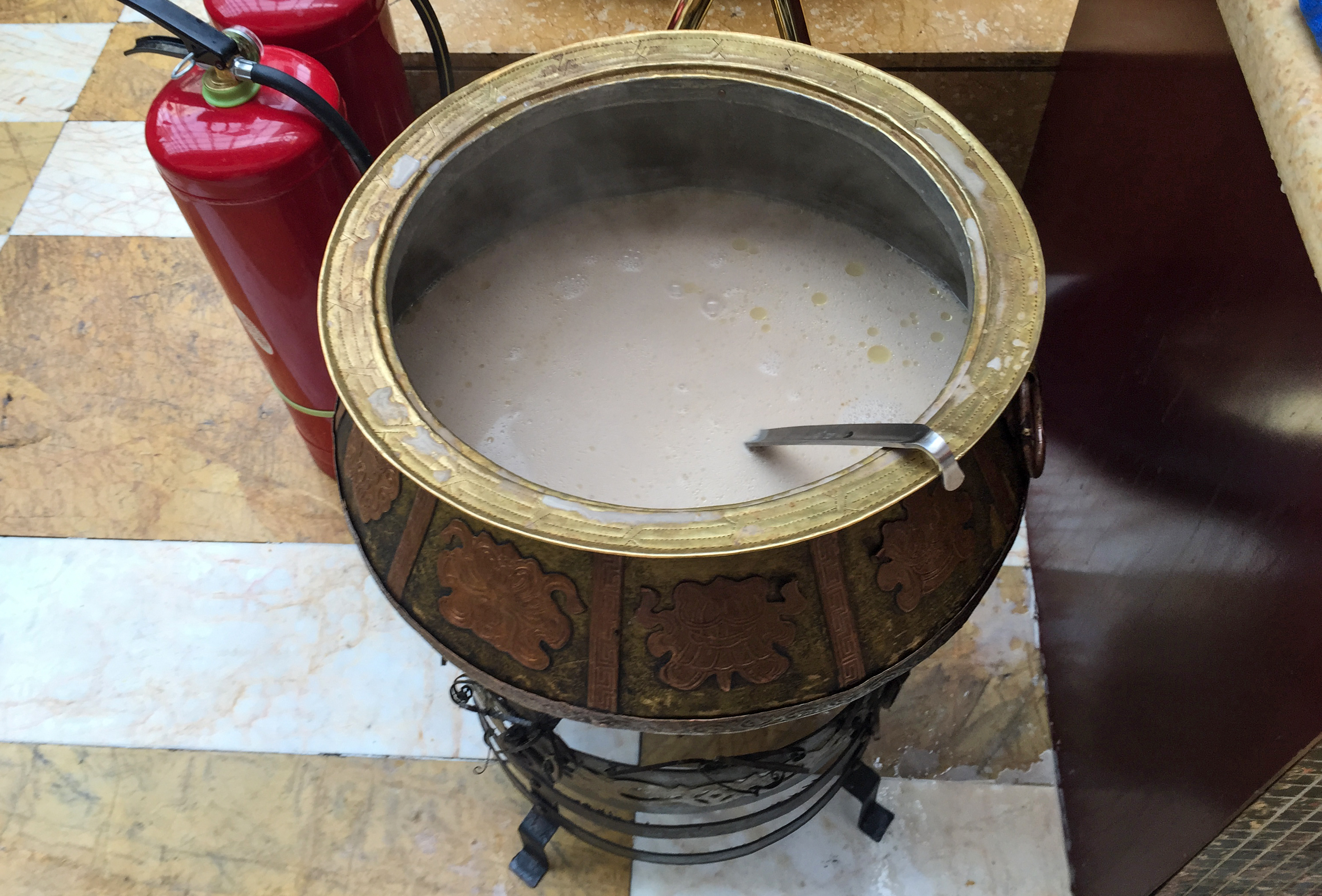
呼和浩特市一间酒店早餐时段供应的蒙古奶茶

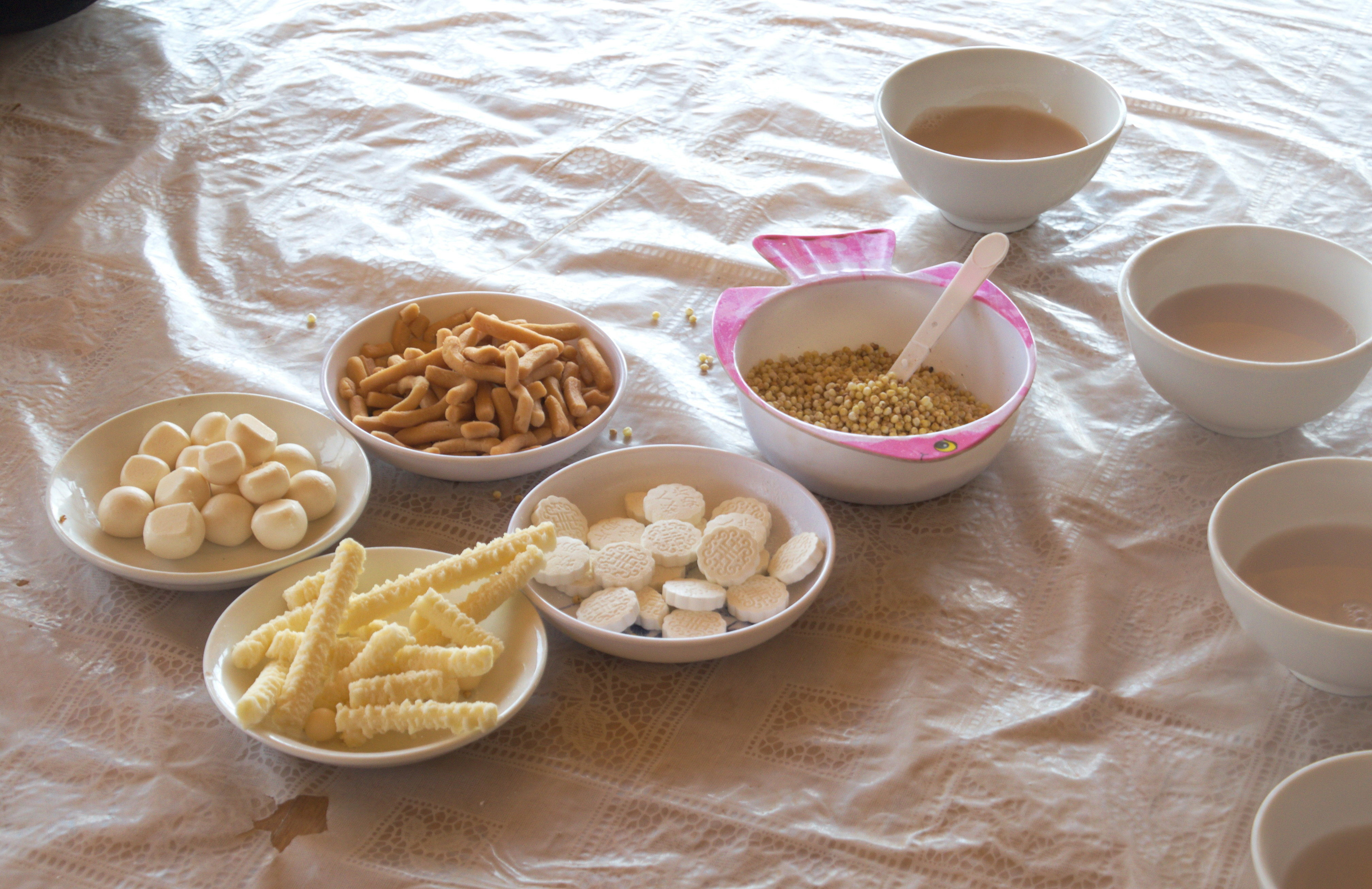
搭配奶茶食用的炒米、奶食等

蒙古奶茶是蒙古族饮食文化的重要组成部分，也是待客礼仪中的常见饮品。蒙古民族特别喜欢喝青砖茶和花砖茶，并且习惯上是一日三餐都必须有咸奶茶。当有客人来访时，主人为了表示对客人的欢迎，会亲自为客人斟上奶茶。

## 制作
蒙古奶茶是咸奶茶，多用青砖茶或黑砖茶，以铁锅泡制。先准备2～3千克的水，烧至沸腾，加入打碎的砖茶约50～80克。待沸腾5分钟后，掺入牛奶（五分之一左右），稍加搅动，再加入适量盐巴（少数地区也有加糖的做法:823）。等到整锅咸奶茶再次沸腾，之后可盛碗待饮。饮用时可以加入少量炒米。
蒙古族家庭里煮制奶茶时，常会使用纱布制成的茶包，将茶放入茶包内再煮，可以免去滤除茶叶的步骤。煮制火候通常通过扬汤并观察茶汤颜色来判断。在加牛奶之前和加盐之后都会扬汤。
饮用奶茶时可以在奶茶中加入其他食物，例如炒米、煮羊肉、炸馃子、奶豆腐等；加入食物的做法在早餐中较常见。
如果以类似火锅的做法，以蒙古奶茶为底，加入酥油、奶豆腐、奶酪、奶皮子、炒米、肉干等食材，煮出来的菜式称为锅茶。

### 茶粉做法
以蒙古奶茶为基础，采用新鲜牛乳、茶叶为主要原料．经配料、杀菌、真空浓缩及喷雾干燥制成奶茶粉。饮用时奶茶粉用15倍水冲调。

## 历史发展
起初，蒙古族以马奶或马奶酒为主要饮品。在忽必烈一统中原，建立元朝之后，当地牧民接触到茶，于是有人发明了鲜奶和茶叶一起熬制的方法，从此，具有蒙古特色的奶茶开始流行。